# Luciano Testa
Luciano Testa (Albenga, 8 gennaio 1928 – Pietra Ligure, 7 ottobre 2007) è stato un calciatore italiano, di ruolo attaccante.

## Carriera
Debuttò in Serie C con la Fossanese; nel 1952 passò all'Alessandria, e contribuì con 12 reti all'ottenimento della promozione in Serie B (1952-1953); debuttò poi tra i cadetti con la maglia della Lanerossi Vicenza nel 1953, disputando due campionati con i veneti e collezionando 43 presenze con 13 reti segnate.
Nel 1955 passò alla Salernitana, disputando altre 27 gare e segnando 7 reti nel campionato di Serie B 1955-1956 .
Negli anni a venire giocò con Biellese e Cuneo in C.
Militò infine per lungo tempo nell'Albenga, squadra della sua città natale, con cui disputò l'ultima partita all'età di 41 anni, e della quale fu anche allenatore e dirigente.
Morì nel 2007, all'età di 79 anni.

## Palmarès

### Club

#### Competizioni nazionali
- Serie B: 1

Lanerossi Vicenza: 1954-1955

#### Competizioni regionali
- Prima Categoria: 2

Albenga: 1960-1961, 1963-1964